# Internationale Wielertrofee Jong Maar Moedig 2013
La 29e édition de l'Internationale Wielertrofee Jong Maar Moedig a eu le 26 juin 2013. La course fait partie du calendrier UCI Europe Tour 2013 en catégorie 1.2. Elle a été remportée par Tim Declercq (Topsport Vlaanderen-Baloise), suivi sept secondes plus tard par Kenneth Vanbilsen (Topsport Vlaanderen-Baloise) et dix secondes plus tard par Dylan van Baarle (Rabobank Development).

## Classement
| Classement général | Classement général | Classement général | Classement général          | Classement général |
|                    | Coureur            | Pays               | Équipe                      | Temps              |
| ------------------ | ------------------ | ------------------ | --------------------------- | ------------------ |
| 1er                | Tim Declercq       | Belgique           | Topsport Vlaanderen-Baloise | en 3 h 54 min 45 s |
| 2e                 | Kenneth Vanbilsen  | Belgique           | Topsport Vlaanderen-Baloise | + 7 s              |
| 3e                 | Dylan van Baarle   | Pays-Bas           | Rabobank Development        | + 10 s             |
| 4e                 | Jelle Wallays      | Belgique           | Topsport Vlaanderen-Baloise | + 10 s             |
| 5e                 | Mike Teunissen     | Pays-Bas           | Rabobank Development        | m.t                |
| 6e                 | Jakub Novák        | Tchéquie           | BMC Development             | + 28 s             |
| 7e                 | Loïc Vliegen       | Belgique           | BMC Development             | + 35 s             |
| 8e                 | Laurens Sweeck     | Belgique           | ?                           | + 39 s             |
| 9e                 | Silvan Dillier     | Suisse             | BMC Development             | + 2 min 12 s       |
| 10e                | Jérôme Baugnies    | Belgique           | To Win-Josan                | m.t                |
| modifier           |                    |                    |                             |                    |